# یواس‌اس تاکوما (پی‌اف-۳)
یواس‌اس تاکوما (پی‌اف-۳) (به انگلیسی: USS Tacoma (PF-3)) یک کشتی بود که طول آن ۳۰۳ فوت ۱۱ اینچ (۹۲٫۶۳ متر) بود. این کشتی در سال ۱۹۴۳ ساخته شد.